# Nazomaxilláris varrat

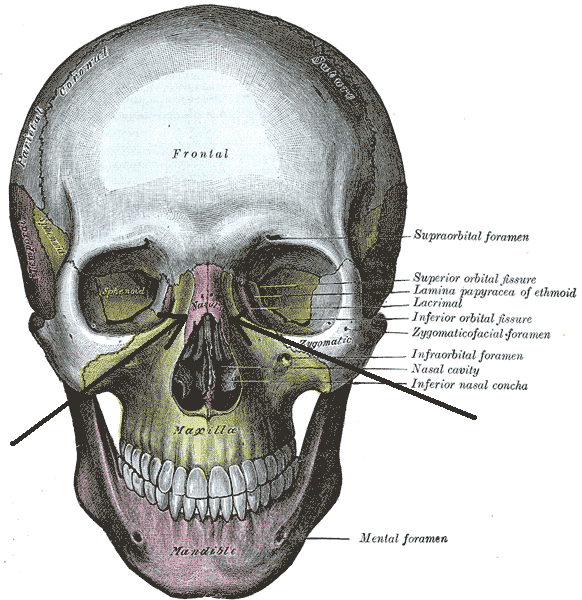
A koponya (cranium) szemből (a két nyíl jelöli a varratok helyét de a felső állcsont sárgával és az orrcsont rózsaszínnel van jelölve és ezeknek a találkozásánál vannak)

A nazomaxilláris varrat (sutura nasomaxillaris) egy koponyavarrat, mely a felső állcsont (maxilla) és az orrcsont (os nasale) között található.